# Egon Andreasson
Nils Egon Andreasson, född 17 september 1910 i Östra Ljungby församling, Kristianstads län, död 22 augusti 1983 i Klippans församling, Kristianstads län, var en svensk lantbrukare och politiker.
Andreasson var riksdagsledamot för Centerpartiet i första kammaren 1969–1970, invald i Kristianstads läns valkrets. Han är begravd på Östra Ljungby kyrkogård.